# Čukaričkistadion
Het Čukaričkistadion (ook wel bekend als Stadion na Banovom brdu) is een multifunctioneel stadion in Belgrado, de hoofdstad van Servië. 
Het stadion wordt vooral gebruikt voor voetbalwedstrijden, de voetbalclub FK Čukarički maakt gebruik van dit stadion. In het stadion is plaats voor 4070 toeschouwers. Het stadion werd geopend in 1969. In 2013 werd er een (hoofd)tribune bij gebouwd. Aan twee kanten van het stadion staat een tribune. Een kleine overdekte en een langere zonder overkapping.